# Język jarai
Język jarai (a. jahrai, gia rai; wiet. Tiếng Gia Rai), pol. również język dżarajski – język austronezyjski używany w Wietnamie i Kambodży, przez grupę etniczną Gia Rai. Jeden z najbardziej znaczących języków czamskich pod względem liczby użytkowników. Według danych z pocz. XXI w. posługiwało się nim wówczas 435 tys. osób (410 tys. w Wietnamie, 25 tys. w Kambodży).
Jest zróżnicowany dialektalnie (dialekty z Kambodży są odrębne od wietnamskich). Alternatywne warianty i formy zapisu jego nazwy to: gio-rai, gia-rai, chor, chrai, cho-rai, djarai, jorai.
Jest blisko spokrewniony z językiem rade. Dodatkowo języki jarai i rade zapożyczyły od siebie wiele cech, ze względu na intensywny kontakt.
Jest językiem izolującym (nie występuje morfologia fleksyjna, a morfologia derywacyjna jest uboga). Reduplikacja ma w dużej mierze charakter nieproduktywny.
Materiały nt. tego języka są dość ograniczone. Poświęcono mu m.in. krótkie opracowanie gramatyczne (An outline of Jarai grammar, 1975) oraz opis składni (Jarai Clauses and Noun Phrases, 2014) . W piśmie stosuje się przede wszystkim alfabet łaciński. W użyciu są przynajmniej dwie wersje ortografii. W Kambodży używa się pisma khmerskiego. 